# 専門図書館協議会
専門図書館協議会（せんもんとしょかんきょうぎかい、英: Japan Special Libraries Association）は、官公庁・民間企業・各種団体・大学などに設置された専門図書館・資料室・情報管理部門が会員となり、相互協力と連携をはかり、向上発展を目的とした機関である。略称は専図協（せんときょう）。

## 歴史
専図協の設立は1952年3月28日。1952年に関西地区と関東地区の協議会が結成され、その後、1955年に中部地区、1956年に九州地区、北海道地区、1958年に東北地区、1961年に中国地区と、７つの地区協議会に分かれていたが、2014年4月1日に定款と会計も含め一元化された。所属している会員機関は約400となっている。

## 事業内容
全国研究集会、教育プログラム、見学会、イブニングセミナーなどのイベントを行っており、各委員会の活動により、専図協に必要な事業あるいは調査研究を行っている。委員会については次のとおり。
- 運営委員会
- 表彰審査委員会
- 著作権委員会
- 研修委員会
- 広報委員会
- 機関誌委員会
- 小委員会
- 調査分析委員会

1999年から始まった図書館総合展では、専門図書館協議会は第1回から後援し、第4回では関東地区協議会がブースとフォーラムを開催した。その後ポスターセッション、おすすめ本への出展を続け、第13回以降は専門図書館協議会としてブースとセッションを出展している。

## 国際交流活動
- 1986年8月 国際図書館連盟 (IFLA) 東京大会の開催に専門図書館関係者が尽力する[7][8]
- 1989年6月 SLA第80回年次大会 (ニューヨーク) 参加、ジャパン・セッション開催[9]
- 1997年5月 SLA第88回年次大会 (シアトル) 参加、ジャパン・セッション開催[9]
- 2000年10月 国際専門図書館大会 (ブライトン) 参加、ジャパン・セッション開催[9]
- 2011年2月 第2回アジア専門図書館国際会議 (ICoASL) を東京で開催[9]
- 2013年7月 全国研究集会に韓国専門図書館協議会 (KSLA) から2名招聘[9]
- 2014年6月 KSLAの年次大会に専図協から2名派遣[9]
- 2015年4月 第4回ICoASL (ソウル) に専図協から3名派遣[9]
- 2016年10月 フィリピン専門図書館協会 (ASLP) から9名が来日[9]
- 2017年10月 韓国図書館大会 (京畿道) に専図協から2名派遣[9]
- 2019年2月 第6回ICoASL (ニューデリー) に日本から2名が発表[9]

## 会員資格
会員は3種類あり、以下の条件を満たしていることが必要である。
- 正会員（機関会員）：調査、参考、情報管理等の活動を行っており、専図協の事業に何らかの貢献ができること
- 賛助会員：専図協の目的と達成に協力する機関であること
- 個人会員：専図協に貢献のあった方

## 刊行物
- 『専門図書館』
機関誌（年6回発行 年間購読）。1960年に『専門図書館協議会会報』として創刊、1969年より『専門図書館』と改題、2019年11月で298号[11]。
- 『専門情報機関総覧』
専門図書館を網羅的に収めた情報源ディレクトリ。1956年に『調査機関図書館総覧』として創刊。1969年に『専門情報機関総覧』と改題し、その後はほぼ3年ごとに改訂されて刊行されている[12]。
- 『専門図書館と著作権Q&A 2012』
2000年から刊行。2020年2月時点での最新版は「2012」[13]。

## 監修書
- 『専門図書館探訪 - あなたの「知りたい」に応えるガイドブック』（青柳英治・長谷川昭子著、専門図書館協議会監修、勉誠出版、2019年10月）